# Straight Outta Compton (låt)
Straight Outta Compton är en singel av den amerikanska gangstarapgruppen N.W.A. Singeln släpptes den 10 juli 1988, som huvudsingel till gruppens debutalbum med samma namn. Singeln finns även på samlingsalbumen Greatest Hits (som extended mix) och The Best of N.W.A: The Strength of Street Knowledge. Webbplatsen About.com rankade låten på plats 19 sin lista över de 100 bästa rap-låtarna, och den blev rankad på 6:e plats på VH1's "100 Greatest Songs of Hip Hop".
2015 debuterade låten igen på plats 38 på Billboard Hot 100, på grund av filmen med samma namn och Dr. Dre's album Compton. Detta blev gruppens första top 40-låt, mycket på grund av att gruppen stängts av från de flesta radiostationer under 1980-talet på grund av sina texter.